# Jimmy Hart
Jimmy Hart (* 1. Januar 1944 in Memphis, Tennessee) ist ein professioneller Wrestling-Manager, Komponist, Musiker und ehemaliger Geschäftsführer von Wrestling-Ligen-Promotionen.

## Karriere

### 1960er-Jahre
Bevor Hart ins Wrestling-Geschäft eintrat, war er aktiver Gitarrist und Komponist in der Band The Gentrys. Der bekannteste Hit von ihnen war „Keep on Dancin’“, der sich millionenfach verkaufte.
Sein Managerdebüt im Wrestling hatte er in Memphis mit Jerry Lawler. In dieser Zeit managte er die Wrestler King Kong Bundy, Rick Rude und Eddie Gilbert. 1982 kam Hart in die Schlagzeilen, als er den Comedian und TV-Star Andy Kaufman in einem Kampf gegen Jerry Lawler managte.

### World Wrestling Federation (1985–1993)

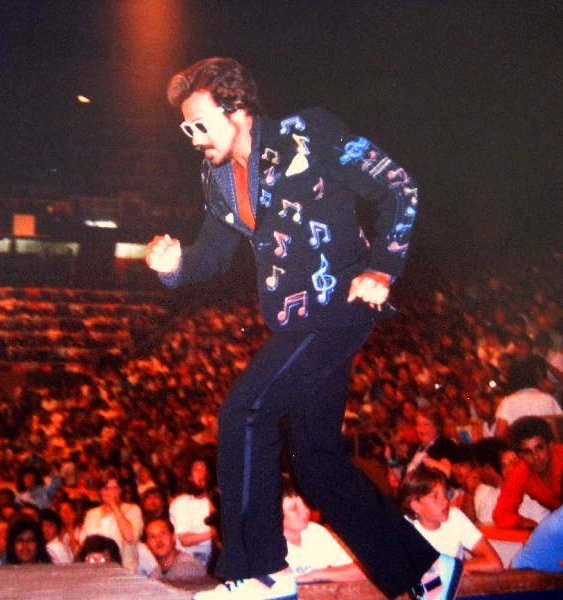
Jimmy Hart in seiner Zeit als Manager in der WWF/WWE

1983 und 1984 konnten Harts Wrestler Austin Idol, Masao Ito und Gilbert sich die Titel der Championship Wrestling Association sichern. Im Anschluss kam Hart zur World Wrestling Federation, wo der Eigentümer Vincent K. McMahon ihn mit einem Megafon auftreten ließ, was daraufhin zu seinem Markenzeichen wurde. Auch wurde Hart eine Menge Freiheit gelassen, wie er sein Gimmick und seine Wrestler vertrat. Hart wurde von fortan durch seine bunten und an den Wrestlern, die er managte, angelehnten Outfits und die Sonnenbrille bekannt. Er wurde zu einem der erfolgreichsten Manager dieser Zeit. Er durfte den Honky Tonk Man zum Intercontinental-Championship-Titelgewinn führen und ihn durch die längste Am-Stück-Regentschaft des Gürtels begleiten. Legendär auch sein Management des Teams The Hart Foundation, bestehend aus Bret „Hitman“ Hart und Jim „The Anvil“ Neidhart, und derer ersten Regentschaft als Tag Team Champions der damaligen WWF. Er managte ebenfalls Größen wie Adrian Adonis, The Missing Link, Terry Funk, The Fabulous Rougeau Brothers und Greg Valentine. Letzteren begleitete er auch in seiner Zeit als Intercontinental Champion. Einer seiner berühmtesten Auftritte sollte in Wrestlemania III im Jahr 1987 erfolgen. Im Kampf seines Schützlings Honky Tonk Man gegen Jake „The Snake“ Roberts musste sich Hart gegen den Angriff von Alice Cooper, der an dem Abend in der Ecke von Roberts sein sollte, und dem Python „Damian“ wehren. Generell wurde Hart als Gimmick immer wieder „Opfer“ von Angriffen der Face-Wrestler. Da Hart sich immer in die Kämpfe seiner Schützlinge einmischte, erfolgten oft Gegenangriffe der populären Wrestler. So musste er nicht nur rüde Attacken überstehen, sondern auch einen unfreiwilligen Haarschnitt von Brutus Beefcake in Wrestlemania IV im Jahre 1989. Auch das war selbstverständlich Teil einer abgesprochenen Show. Anfang der 1990er Jahre managte er Dino Bravo und The Earthquake alias John Tenta. Er führte auch die Nasty Boys in Wrestlemania VII zum Sieg gegen sein ehemaliges Team The Hart Foundation und damit zum Gewinn des Tag-Team-Titels. Den Mountie führte er zum Gewinn des Intercontinental Championships im Jahr 1992. Später im Jahr sollte Hart das Team bestehend aus Earthquake und Typhoon mit Namen Natural Desasters zu den Tag-Team-Titeln führen. Später im Jahr wandte er sich gegen sie und verhalf seinem neuen Team Money Inc., bestehend aus Ted Dibiase und I.R.S alias Mike Rotunda, zum Sieg des Tag-Team-Titels.

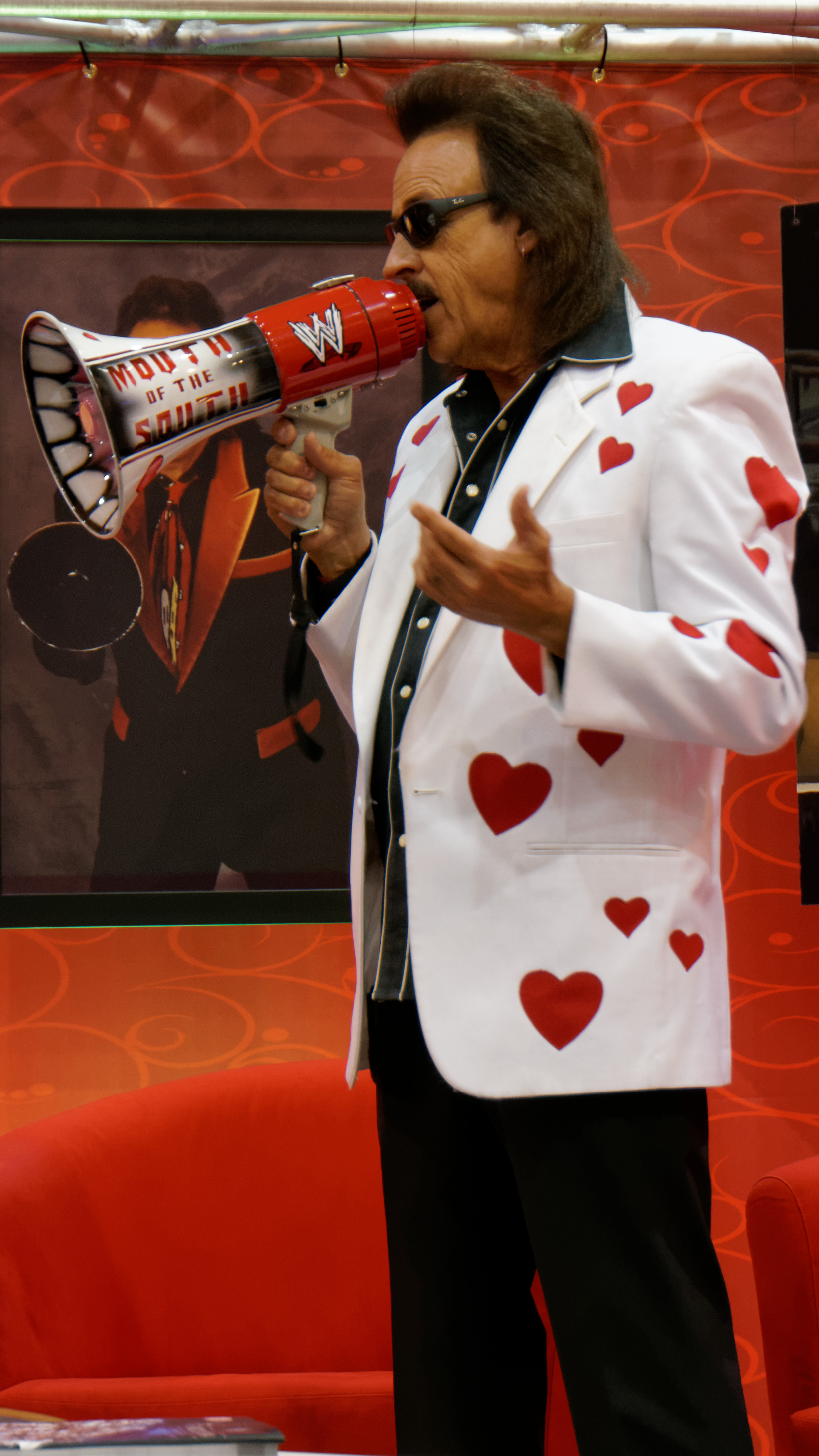
Jimmy Hart im Jahr 2014 mit seinem berühmten Megafon

Im Jahr 1993 änderte Jimmy Hart sein Gimmick zum Face, indem er sich gegen sein Team Money Inc. wendete und einen Angriff in Monday Night Raw durch Ted Dibiase mit dem Aktenkoffer auf Brutus Beefcake zu verhindern versuchte und damit nun der Manager von Brutus Beefcake und Hulk Hogan wurde. Das Team trat in Wrestlemania IX gegen Money Inc. an. Ein letztes Mal war Hart als Manager in einer Wrestlemania dabei. Sein Team verpasste an dem Abend zwar den Sieg, jedoch wurde Hulk Hogan World Champion, den Hart dann in den nächsten drei Monaten als Manager begleitete. Nach dem King-of-the-Ring-1993-Hauptmatch, in dem er Hulk Hogan als Champion zum Ring führen durfte, und der Niederlage gegen Yokozuna verließ er zusammen mit Hogan die WWF.

### World Championship Wrestling (1994–2001)
Ab 1994 war Hart in der WCW auch Manager. Ende 1995 wurde er der Manager des Dungeon of Doom. Als diese aber aus dem laufenden WCW-TV-Programm genommen wurden, wurde Hart mehr im Hintergrund tätig und komponierte wieder viele der WCW-Entrance-Themes, was er schon bei der WWF getan hatte. 1999 tauchte er erneut als Manager des Stables „First Family“ vor den Kameras auf, dem neben Brian Knobbs noch der The Barbarian, Hugh Morrus und Jerry Lynn angehörten.

### Xcitement Wrestling Federation (2002)

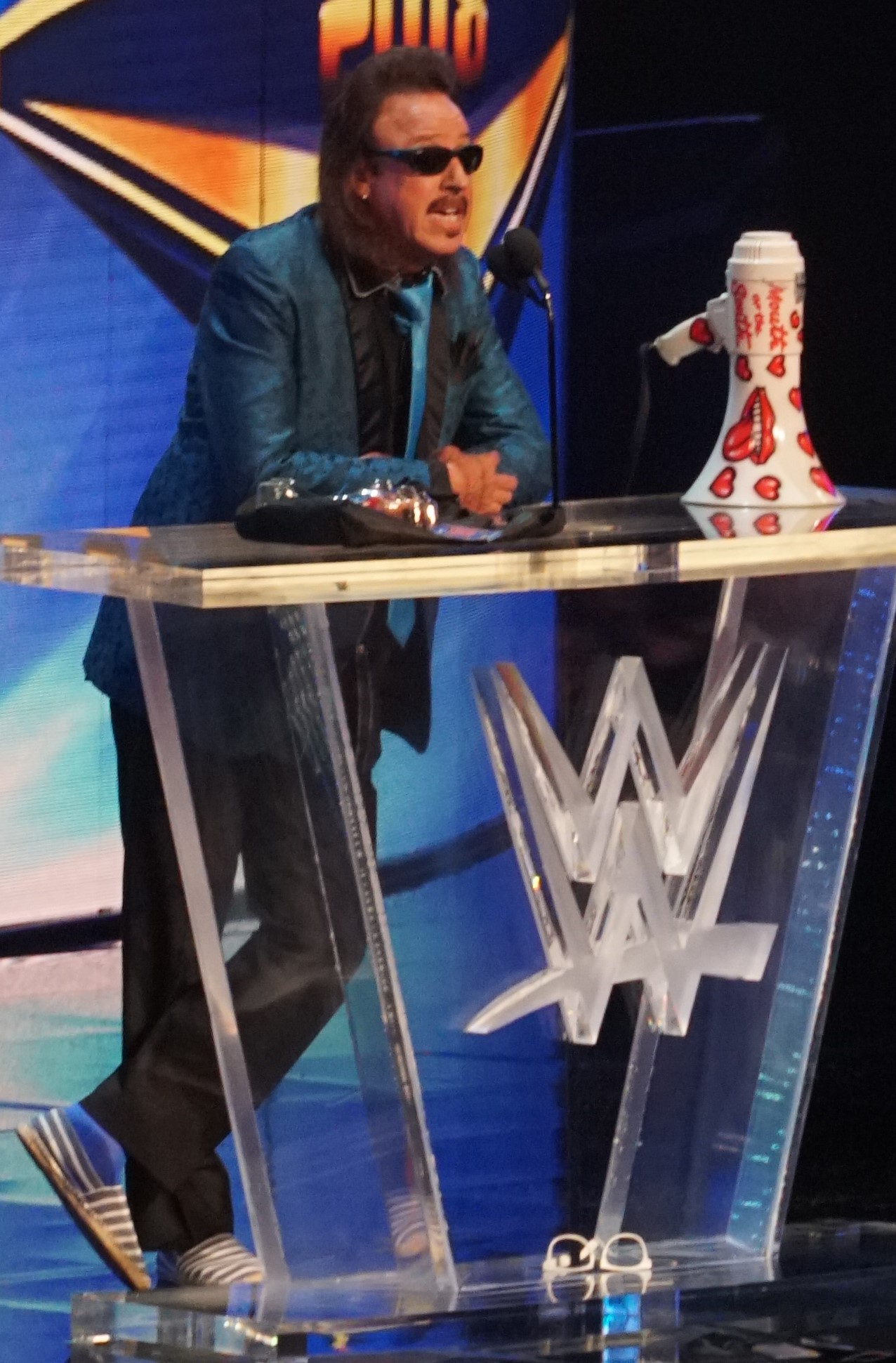
Jimmy Hart als Laudator für die Aufnahme seines Freundes Hillbilly Jim und die WWE Hall of Fame im Jahr 2018

Nach dem Aufkauf der WCW durch die WWF wurde Hart 2001 einer der Mitbegründer der Promotion Xcitement Wrestling Federation (XWF), die aber nur einige TV-Shows veranstaltete und dann mangels Finanzierung wieder eingestellt wurde. Trotzdem schaffte seine kleine Liga, anhand seiner Bekanntheit Superstars des Wrestlings auftreten zu lassen. Eines der bekanntesten Matches dieser Zeit war der Kampf zwischen Hulk Hogan und Curt Hennig, dessen Ecke wieder der bekannte und legendäre Manager Bobby Heenan war.

### Total Nonstop Action Wrestling (2003, 2005, 2010–2011)
Ende 2003 debütierte er als Manager bei Total Nonstop Action Wrestling und kündigte dabei Hulk Hogan an, der aber nie in der Liga auftrat. Dieser erschien lediglich bei einer Promo-Tour in Japan und wurde dort von Jeff Jarrett angegriffen. Hart wurde schließlich ins Produktionsteam aufgenommen. 2005 hatte er bei TNAW dann weitere On-Air-Auftritte, als er die „Naturals“ gegen das „Team Canada“ unterstützte.

### World Wrestling Entertainment (2005, 2011–2014)
Im Jahr 2005 wurde Jimmy Hart in die WWE Hall of Fame aufgenommen. Der Laudator war sein Cousin und Freund Jerry Lawler. Am 14. August 2011 hatte Jimmy Hart einen Gastauftritt im SummerSlam als Manager von R-Truth.
Im Jahr 2014 war Hart als Teilnehmer der ersten Staffel der Show „WWE Legends´House“ im WWE Network zu sehen. In einer der letzten Episoden äußerte er sich zum ersten Mal öffentlich über den frühen Verlust seiner Tochter. In einer speziellen Show am 11. August 2014, also zum Geburtstag des „Hulksters“, hatte auch Jimmy Hart als Freund von Hogan einen Gastauftritt.
Im Jahr 2018 führte Jimmy Hart seinen Freund Hillbilly Jim in die Ruhmeshalle der WWE ein.
Im Jahr 2019 durfte Jimmy Hart seinen ehemaligen Schützling The Honky Tonk Man in die Ruhmeshalle der WWE einführen.

## Wrestling-Komponist
Während seiner Zeit im Wrestling war Hart nicht nur in den TV-Shows als Manager aktiv, sondern komponierte auch Einzugsthemen für mehrere Wrestler. So zeichnet er zum Beispiel für die Einzugsthemen von Honky Tonk Man, Jimmy Snuka, Brutus „The Barber“ Beefcake, The Rockers, The Hart Foundation, Crush, The Fabulous Rougeau Brothers (Jaques und Raymond Rougeau), Dusty Rhodes, Legion of Doom, Nasty Boys (Jerry Sags & Bryan Knobbs), Ted DiBiase Sr., The Mountie, Hulk Hogan (WCW), Sting, nWo Wolfpac und 3 Count (Shane Helms, Shannon Moore, Evan Karagias & Tank Abbott) verantwortlich. Zu seinen bekanntesten und am längsten verwendeten Kompositionen gehörte Shawn Michaels’ Einzugslied Sexy Boy, welches ursprünglich von dessen damaliger Managerin Sensational Sherri und später von Michaels selbst eingesungen wurde und mit dem dieser ab 1992 seine gesamte restliche Karriere über zum Ring kam und dies auch heute noch bei sporadischen Gastauftritten tut.

## Sonstiges
Jimmy Hart wurde 2009 Teil der Jury in der auf MTV ausgestrahlten Sendung „Hulk Hogan’s Celebrity Championship Wrestling“. Auch im Hogan’s Beach Shop hat Jimmy Hart immer wieder Auftritte, um für den Warenladen zu werben, außerdem hatte er Kurzauftritte in der TV-Serie Thunder in Paradise, in welcher Hulk Hogan, mit dem Hart eine langjährige Freundschaft verbindet, die Hauptrolle spielte.

## Erfolge
- American Wrestling Association

- 1× AWA Southern Heavyweight Championship

- World Class Wrestling Association

- WCWA Hall of Fame am 6. Oktober 2006

- World Wrestling Entertainment

- WWE Hall of Fame (2005)

## Filmografie
- 2017: The Suplex Duplex Complex (Fernsehfilm)
- 2011: Monster Brawl
- 2010: Big Money Rustlas
- 2007: The Bros.
- 1996: Die dicke Vera (Larger Than Life)
- 1994: Thunder in Paradise (Fernsehserie)

## Schriften
- Jimmy Hart: The Mouth of the South: The Jimmy Hart Story. (englisch) ISBN 1-55022-595-2.